# Isopeda alpina
Isopeda alpina là một loài nhện trong họ Sparassidae.
Loài này thuộc chi Isopeda. Isopeda alpina được Arthur Stanley Hirst miêu tả năm 1992.